# European Graduate School
L'European Graduate School (EGS) est un établissement privé d'enseignement supérieur fondé en 1994. L'Institut se trouve à Saas Fee, Valais, Suisse.

## Historique
Elle a été fondée en 1994 par l'organisme à but non lucratif la Fondation européenne des études interdisciplinaires (European Foundation of Interdisciplinary Studies, EGIS). Son nom en allemand est Europäische Universität für Interdisziplinäre Studien (EUFIS). Elle est administrée par un Conseil présidentiel incluant un représentant du ministère de l'éducation du canton du Valais, de l'Hochschule für Musik und Theater Hamburg, l'Appalachian State University Boone, et du California Institute of Integral Studies,.
Des penseurs comme Alain Badiou,, Jean-Luc Nancy et Giorgio Agamben enseignent régulièrement à l'EGS, ainsi que des cinéastes comme Claire Denis, Claude Lanzmann et Agnès Varda, entre autres.
L'European Graduate School a été fondée dans le but de fournir une éducation continue pour les professionnels. Elle décerne des diplômes accredités par Malte de cycles supérieurs dans deux domaines: Philosophie, l'art, et la pensée critique ["Philosophy, Art, and Critical Thought/PACT"] , et L'art, la santé et la société ["Arts, Health and Society/AHS"] .
L'EGS n'est cependant pas reconnue par la Conférence universitaire suisse, le principal organe de réglementation des universités en Suisse.

## Professeurs associés célèbres
- Chantal Akerman[11],[12],[13],[14], cinéaste belge
- Giorgio Agamben[7],[14],[15],[16], philosophe italien
- Pierre Alferi[17], romancier, essayiste, poète, cinéaste français
- Hubertus von Amelunxen[18],[19],[20], Directeur général de l’Ecole européenne supérieure de l’image (Angoulême-Poitiers)
- Pierre Aubenque, philosophe français
- Alain Badiou[4],[5],[14],[16],[21],[22],[23],[24],[25],[26],[27], philosophe français
- Judith Balso[28],[29],[30], professeur de poésie, écrivaine française
- Lewis Baltz[31], photographe
- Jean Baudrillard[13],[14],[32],[33],[34],[35], sociologue, philosophe français
- Philippe Beck[36], poète et écrivain français
- Yve-Alain Bois[14],[37], historien et critique d'art moderne
- Catherine Breillat[38],[39], romancière, réalisatrice, scénariste française
- Victor Burgin[13],[14],[40],[41],[42], artiste, écrivain
- Judith Butler[14],[43],[44],[45],[46],[47], philosophe féministe américaine
- Eduardo Cadava[48], critique littéraire, critique de la philosophie
- Sophie Calle, plasticienne, photographe, écrivaine, réalisatrice française
- Hélène Cixous[49],[50], écrivaine française
- Simon Critchley[51],[52], philosophe
- Alessandro De Francesco[53],[54], écrivain, artiste et théoricien Italien
- Manuel de Landa[55], philosophe, écrivain et artiste américain
- Claire Denis[49],[56],[57], scénariste et réalisatrice française
- Jacques Derrida[58], philosophe français
- Suzanne Doppelt[59], écrivaine et photographe française
- Bracha L. Ettinger[60], artiste
- Mike Figgis[61], réalisateur, scénariste, compositeur, producteur et acteur britannique
- Christopher Fynsk[62], Professeur de littérature comparée et Directeur du Centre pour la Pensée Moderne à l'Université d'Aberdeen
- Heiner Goebbels[63], compositeur et metteur en scène allemand
- Antony Gormley[64], sculpteur anglais
- Peter Greenaway[65], cinéaste anglais
- Werner Hamacher[66], philosophe allemand
- Michael Hardt[67],[68],[69], critique littéraire et théoricien politique
- Martin Hielscher[70], traducteur, écrivain, critique littéraire allemand
- Michel Houellebecq, écrivain français
- Friedrich Kittler[71],[72], historien et théoricien allemand
- Chris Kraus[73], écrivaine américaine
- Claude Lanzmann[74],[75],[76], écrivain et cinéaste français
- Sylvère Lotringer[77],[78], philosophe français
- Catherine Malabou[79], philosophe française
- Lev Manovich[80], écrivain américain
- Colum McCann[81], écrivain irlandais
- Carl Mitcham[82], philosophe
- Jean-Luc Nancy[6],[83], philosophe français
- François Noudelmann[84],[85], philosophe français
- Jacques Rancière[86],[87],[88],[89],[90], philosophe français
- Avital Ronell[21],[91],[92],[93],[94],[95], philosophe américaine
- Volker Schlöndorff[96], cinéaste allemand
- Elia Suleiman[97], réalisateur, scénariste et acteur palestinien
- Bruce Sterling[98], auteur américain
- Michael Taussig[99],[100], anthropologue
- Margarethe von Trotta[101],[102], actrice, réalisatrice et scénariste allemande
- Agnès Varda[103],[104], photographe et réalisatrice française
- Paul Virilio[105],[106],[107], urbaniste et essayiste français
- Krzysztof Zanussi[108],[109], réalisateur, scénariste et producteur polonais
- Slavoj Žižek [14],[16],[110],[111],[112],[113],[114],[115],[116],[117],[118],[119],[120], psychanalyste, essayiste
- Rachel Zolf, poète et universitaire
- Alenka Zupančič [121],[122],[123], philosophe